# Эмпуриабрава
Эмпуриабрава (исп. Ampuriabrava, кат. Empuriabrava) — курортный город в Испании, в провинции Жирона в автономном сообществе Каталония.
Эмпуриабрава был построен в 1964—1975 годах в окружении природного парка Айгуамольс-де-л’Эмпорда на берегу залива Росас Средиземного моря. Город изрезан каналами общей протяжённостью около 24 км, которые служат основными транспортными артериями города. Эмпуриабрава популярна среди яхтсменов ввиду достаточно сильных и устойчивых ветров в этом районе. Вблизи города расположен аэродром (код ИКАО:LEAP), на котором проводятся авиаспортивные соревнования.
Основное население города составляет около 8000 человек, в туристический сезон доходит до 75 000 человек. Основная часть туристов и отдыхающих из Германии, Нидерландов, Франции и России.
Эмпуриабраву с Фигерасом связывает автомобильная дорога C-68.
Неподалёку от Эмпуриабрава находятся руины древнегреческой колонии Эмпорион, основанной в 575 году до н. э.